# Busken
Busken är en sjö i Hagfors kommun i Värmland och ingår i Göta älvs huvudavrinningsområde. Sjön är 36 meter djup, har en yta på 1,98 kvadratkilometer och är belägen 216 meter över havet. Sjön avvattnas av vattendraget Hyttälven (Buskesälven). Vid provfiske har bland annat abborre, gädda, löja och mört fångats i sjön.

## Delavrinningsområde
Busken ingår i det delavrinningsområde (664649-138725) som SMHI kallar för Utloppet av Busken. Medelhöjden är 277 meter över havet och ytan är 27,13 kvadratkilometer. Det finns inga avrinningsområden uppströms utan avrinningsområdet är högsta punkten. Hyttälven (Buskesälven) som avvattnar avrinningsområdet har biflödesordning 4, vilket innebär att vattnet flödar genom totalt 4 vattendrag innan det når havet efter 362 kilometer. Avrinningsområdet består mestadels av skog (82 procent). Avrinningsområdet har 2,29 kvadratkilometer vattenytor vilket ger det en sjöprocent på 8,4 procent.

## Fisk
Vid provfiske har följande fisk fångats i sjön:
- Abborre
- Gädda
- Löja
- Mört
- Nors
- Siklöja